# Gran Premio motociclistico del Belgio 1984
Il Gran Premio motociclistico del Belgio 1984 fu il nono appuntamento del motomondiale 1984.
Si svolse l'8 luglio 1984 sul circuito di Spa-Francorchamps e vide la vittoria di Freddie Spencer nella classe 500, di Manfred Herweh nella classe 250, di Stefan Dörflinger nella classe 80 e di Alain Michel nei sidecar. Spencer corse e vinse con una Honda NS 500 anziché con la fragile NSR 4 cilindri. Al ritorno dal GP Walter Migliorati (11° in 500) fu arrestato alla dogana di Brogeda per traffico di droga (nel suo furgone furono trovati 20 kg di hashish e 500 g di cocaina).
Durante le prove del sabato, Kevin Wrettom è caduto, riportando gravi traumi alla testa e al collo. Muore il giovedì successivo presso un ospedale di Liegi.

## Classe 500

### Arrivati al traguardo
| Pos | Pilota              | Moto   | Tempo     | Punti |
| --- | ------------------- | ------ | --------- | ----- |
| 1   | Freddie Spencer     | Honda  | 51:33.170 | 15    |
| 2   | Randy Mamola        | Honda  | +5.710    | 12    |
| 3   | Raymond Roche       | Honda  | +6.760    | 10    |
| 4   | Eddie Lawson        | Yamaha | +20.250   | 8     |
| 5   | Ron Haslam          | Honda  | +29.790   | 6     |
| 6   | Tadahiko Taira      | Yamaha | +58.610   | 5     |
| 7   | Wayne Gardner       | Honda  | +1:20.380 | 4     |
| 8   | Sergio Pellandini   | Suzuki | +1:22.170 | 3     |
| 9   | Barry Sheene        | Suzuki | +1:40.330 | 2     |
| 10  | Gustav Reiner       | Suzuki | +1:59.640 | 1     |
| 11  | Walter Migliorati   | Suzuki | +2:01.440 |       |
| 12  | Franck Gross        | Honda  | +2:09.400 |       |
| 13  | Wolfgang von Muralt | Suzuki | +2:10.600 |       |
| 14  | Dave Petersen       | Honda  | +2:19.100 |       |
| 15  | Lorenzo Ghiselli    | Suzuki | +2:29.030 |       |
| 16  | Steve Parrish       | Yamaha | +2:33.600 |       |
| 17  | Eero Hyvärinen      | Suzuki | +2:36.260 |       |
| 18  | Fabio Biliotti      | Honda  | +1 giro   |       |
| 19  | Mark Salle          | Suzuki | +1 giro   |       |
| 20  | Klaus Klein         | Suzuki | +1 giro   |       |
| 21  | Børge Nielsen       | Suzuki | +1 giro   |       |
| 22  | Brett Hudson        | Suzuki | +1 giro   |       |

### Ritirati
| Pilota             | Moto             | Motivo ritiro      |
| ------------------ | ---------------- | ------------------ |
| Hervé Moineau      | Cagiva           | rottura del cambio |
| Marco Gentile      | Yamaha           |                    |
| Reinhold Roth      | Honda            |                    |
| Louis-Luc Maisto   | Honda            |                    |
| Leandro Becheroni  | Suzuki           |                    |
| Virginio Ferrari   | Yamaha           | caduta             |
| Didier de Radiguès | Chevallier-Honda |                    |
| Keith Huewen       | Honda            |                    |
| Massimo Broccoli   | Honda            | incidente          |
| Attilio Riondato   | Suzuki           | incidente          |
| Paul Lewis         | Suzuki           |                    |
| Rob Punt           | Suzuki           |                    |
| Henk van der Mark  | Honda            |                    |
| Boet van Dulmen    | Suzuki           |                    |
| Christian Le Liard | Chevallier-Honda |                    |

## Classe 250

### Arrivati al traguardo
| Pos | Pilota               | Moto              | Tempo     | Punti |
| --- | -------------------- | ----------------- | --------- | ----- |
| 1   | Manfred Herweh       | Real-Rotax        | 43:16.450 | 15    |
| 2   | Sito Pons            | Kobas-Rotax       | +0.480    | 12    |
| 3   | Christian Sarron     | Yamaha            | +2.180    | 10    |
| 4   | Ivan Palazzese       | Yamaha            | +2.950    | 8     |
| 5   | Guy Bertin           | MBA               | +12.300   | 6     |
| 6   | Thierry Espié        | Chevallier-Yamaha | +16.060   | 5     |
| 7   | Anton Mang           | Yamaha            | +19.890   | 4     |
| 8   | Jean-Michel Mattioli | Chevallier-Yamaha | +30.900   | 3     |
| 9   | Jacques Bolle        | Pernod            | +33.130   | 2     |
| 10  | Thierry Rapicault    | Yamaha            | +41.220   | 1     |
| 11  | Carlos Cardús        | Kobas-Rotax       |           |       |
| 12  | August Auinger       | Monnet            |           |       |
| 13  | Jacques Cornu        | Yamaha            |           |       |
| 14  | Harald Eckl          | Yamaha            |           |       |
| 15  | Siegfried Minich     | Yamaha            |           |       |
| 16  | Martin Wimmer        | Yamaha            |           |       |
| 17  | Stéphane Mertens     | Yamaha            |           |       |
| 18  | Jean-François Baldé  | Pernod            |           |       |
| 19  | Patrick Fernandez    | Yamaha            |           |       |
| 20  | Karl-Thomas Grässel  | Yamaha            |           |       |
| 21  | Mario Rademeyer      | Yamaha            |           |       |
| 22  | Niel Robinson        | Yamaha            |           |       |
| 23  | Alan Carter          | Yamaha            |           |       |
| 24  | René Delaby          | Yamaha            |           |       |
| 25  | Michel Siméon        | Honda             |           |       |

### Ritirati
| Pilota             | Moto      | Motivo | Griglia |
| ------------------ | --------- | ------ | ------- |
| Carlos Lavado      | Yamaha    |        | 2       |
| Eric de Doncker    | Yamaha    |        | 34      |
| Bruno Lüscher      | Yamaha    |        | 10      |
| Teruo Fukuda       | Yamaha    |        | 14      |
| Richard Hubin      | Yamaha    |        | 19      |
| Tony Rogers        | Armstrong |        | 16      |
| Wayne Rainey       | Yamaha    |        | 20      |
| Peter Looijesteijn | Rotax     |        | 24      |
| Roland Freymond    | Yamaha    |        | 29      |
| Mar Schouten       | Yamaha    |        | 36      |
| Donnie McLeod      | Yamaha    |        | 26      |

### Non qualificati
| Pilota                 | Moto   | Motivo | Griglia |
| ---------------------- | ------ | ------ | ------- |
| Jean-Louis Guignabodet | Yamaha |        | 37      |
| Fausto Ricci           | Yamaha |        | 38      |
| Jean-Marc Toffolo      | Yamaha |        | 39      |
| Tony Head              | Rotax  |        | 40      |
| Lucio Pietroniro       | Yamaha |        | 41      |
| Donnie Robinson        | Yamaha |        | 42      |
| Bernard Denis          | Yamaha |        | 43      |
| Keith Huewen           | Yamaha |        | 44      |

## Classe 80

### Arrivati al traguardo
| Pos | Pilota             | Moto       | Tempo     | Punti |
| --- | ------------------ | ---------- | --------- | ----- |
| 1   | Stefan Dörflinger  | Zündapp    | 39:12.680 | 15    |
| 2   | Jorge Martínez     | Derbi      | +19.800   | 12    |
| 3   | Hans Spaan         | HuVo-Casal | +36.530   | 10    |
| 4   | Pier Paolo Bianchi | HuVo-Casal | +41.570   | 8     |
| 5   | Willem Heykoop     | HuVo-Casal | +1:13.660 | 6     |
| 6   | Hubert Abold       | Zündapp    | +1:13.920 | 5     |
| 7   | Gerhard Waibel     | Real       | +1:21.350 | 4     |
| 8   | Serge Julin        | Casal      | +1:21.610 | 3     |
| 9   | Hans Müller        | Sachs      | +1:27.870 | 2     |
| 10  | Theo Timmer        | HuVo-Casal | +1:34.450 | 1     |
| 11  | Zdravko Matulja    | Ziegler    |           |       |
| 12  | Bertus Grinwis     | Casal      |           |       |
| 13  | Jos van Dongen     | Sachs      |           |       |
| 14  | Otto Machinek      | Kreidler   |           |       |
| 15  | Hans Koopman       | Kreidler   |           |       |
| 16  | Johann Auer        | Eberhardt  |           |       |
| 17  | Chris Baert        | Eberhardt  | +1 giro   |       |
| 18  | Bernd Rossbach     | Casal      |           |       |
| 19  | Günter Schirnhofer | Honda      |           |       |
| 20  | Georges Fisette    | Casal      |           |       |

### Ritirati
| Pilota              | Moto    | Motivo | Griglia |
| ------------------- | ------- | ------ | ------- |
| George Looijesteijn | Casal   |        | 10      |
| Reiner Koster       | Casal   |        | 26      |
| Rainer Kunz         | FKN     |        | 17      |
| Paul Rimmelzwaan    | Harmsen |        | 7       |
| Hans Stevens        | Casal   |        | 24      |

## Classe sidecar
L'equipaggio Alain Michel-Jean-Marc Fresc ottiene la prima vittoria stagionale, mentre problemi tecnici fermano sia i leader della classifica Egbert Streuer-Bernard Schnieders, sia i campioni in carica Rolf Biland-Kurt Waltisperg (che erano in testa alla corsa). Streuer e Biland erano stati gli unici piloti a vincere nelle 4 gare in precedenza disputate.
Streuer resta al comando del mondiale con 52 punti, ma ora ha solo due lunghezze di vantaggio su Werner Schwärzel (qui secondo) e cinque su Michel. Biland rimane quarto con 30 punti; al termine del campionato mancano due gare. 

### Arrivati al traguardo
| Pos | Pilota           | Passeggero         | Moto          | Tempo    | Punti |
| --- | ---------------- | ------------------ | ------------- | -------- | ----- |
| 1   | Alain Michel     | Jean-Marc Fresc    | LCR-Yamaha    | 46'04"08 | 15    |
| 2   | Werner Schwärzel | Andreas Huber      | LCR-Yamaha    | 46'24"88 | 12    |
| 3   | Steve Abbott     | Shaun Smith        | Windle-Yamaha | 47'05"41 | 10    |
| 4   | Derek Jones      | Brian Ayres        | LCR-Yamaha    | 47'12"65 | 8     |
| 5   | Markus Egloff    | Urs Egloff         | LCR-Yamaha    | 48'16"40 | 6     |
| 6   | Masato Kumano    | Helmut Diehl       | LCR-Yamaha    | 48'25"97 | 5     |
| 7   | Hans Hügli       | Andreas Schütz     | LCR-Yamaha    | 48'52"25 | 4     |
| 8   | Wolfgang Stropek | Hans-Peter Demling | LCR-Yamaha    |          | 3     |
| 9   | Frank Wrathall   | Phil Spendlove     | LCR-Suzuki    |          | 2     |
| 10  | Steve Webster    | Tony Hewitt        | LCR-Yamaha    |          | 1     |